# Повідники
Пові́дники (рос. Поведники) — селище у складі Митищинського міського округу Московської області, Росія.

## Населення
Населення — 2363 особи (2010; 2215 у 2002).
Національний склад (станом на 2002 рік):
- росіяни — 95 %